# Karl Christoph Förster
Karl Christoph Förster (* 11. April 1751 in Altenburg; † 8. November 1811 in Langenleuba-Niederhain) war ein Thüringer lutherischer Pfarrer und Dichter geistlicher Lieder und Oden.
Er verfasste die „Christlichen Gesänge für den Privatgebrauch“, die 1782 in Altenburg im Druck herausgegeben wurden und von denen einige Lieder in anderen Kirchengesangbüchern übernommen wurden. Unter dem Pseudonym „Hermann“ schrieb er den Text zu Johann Lukas Schubaurs Singspiel in zwei Aufzügen „Die treuen Köhler“. Zu seinen Kindern zählen der Historiker und Schriftsteller Friedrich Christoph und der Maler und Kunsthistoriker Ernst Joachim.

## Romane (Auswahl)
- „Die Husarenbeute“
- „Die Familie Hartenkampf“